# 赫い髪の女
『赫い髪の女』（あかいかみのおんな）は、1979年に公開された、にっかつ制作の映画作品。ロマンポルノの中でも傑作の一つとされる。中上健次の小説「赫髪」を元にした作品。

## あらすじ
ダンプカーの運転手・光造は、雨の日に赫い髪の女と出会い、一緒に住むようになる。女には子がいるようだが、過去を詳しくは語らない。
光造は同僚の孝男とともに社長の娘・和子をレイプし、その後、和子から妊娠を告げられていた…。

## スタッフ
- 監督：神代辰巳
- 脚本：荒井晴彦
- 音楽：憂歌団

## キャスト
- 赫い髪の女：宮下順子
- 光造：石橋蓮司
- 和子：亜湖
- 春子：山口美也子
- その男：山谷初男
- アル中の男：三谷昇
- 孝男：阿藤海
- 光造の姉：絵沢萠子
- シャブ中の女：石堂洋子
- 社長：高橋明
- 人夫A：佐藤了一
- シャブ中の亭主：庄司三郎
- 本田賢二
- 方言指導：李学仁